# Miquel Caminal

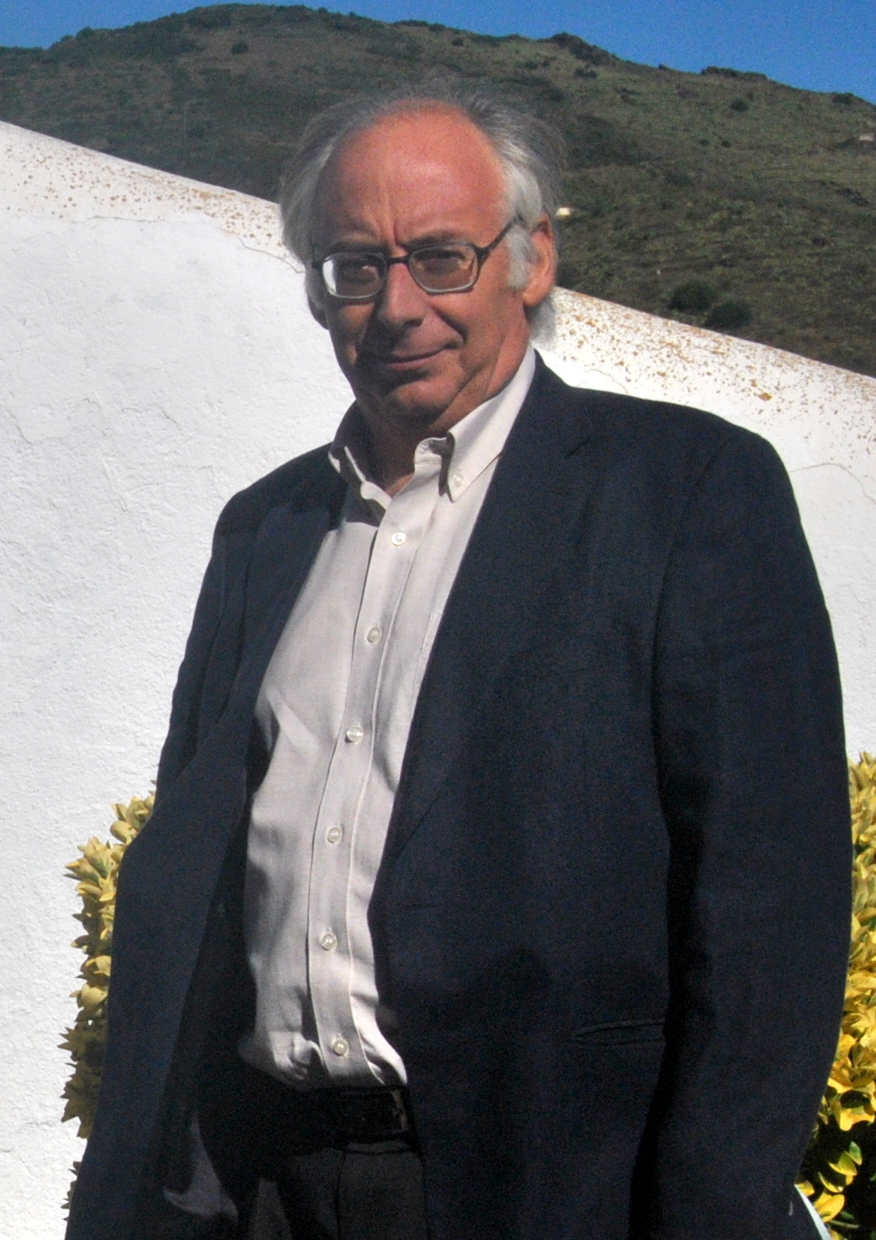
Miquel Caminal i Badia.

Miquel Caminal i Badia (Barcelona, 1952 - 23 de mayo de 2014) fue un politólogo español radicado en Cataluña.

## Biografía
Fue militante del Partido Socialista Unificado de Cataluña. Licenciado en Ciencias Económicas por la Universidad de Barcelona, fue catedrático de Ciencia Política y de la Administración de la misma universidad. En 1984 recibió el Premio Extraordinario de Doctorado por la tesis Joan Comorera y la revolución democrática, publicada en tres volúmenes por la editorial Empúries (1985). Su especialización giró en torno al catalanismo, los partidos nacionales, y las teorías políticas del nacionalismo y del federalismo. Fue vicerrector de la Universidad de Barcelona entre 1986 y 1989, profesor de la Universidad Rovira i Virgili entre 1993 y 1996 y secretario general de la citada Universidad, en los años 1994-1995.
Presidió la Comisión asesora para la reforma del autogobierno del Departamento de Relaciones Institucionales y Participación de la Generalidad de Cataluña (2004-2006). En 2008 fue nombrado director del Memorial Democràtic, cargo que ocuparía hasta 2011.
Murió el 23 de mayo de 2014 a causa de un cáncer.